# 萊克賽德 (愛荷華州)
萊克賽德（英語：Lakeside）是一個位於美國愛荷華州布尤納維斯塔縣的城市。

## 地理
萊克賽德的座標為42°37′11″N 95°10′27″W / 42.61972°N 95.17417°W，而該地的平均海拔高度為428米（即1404英尺）。

## 人口
根據2010年美國人口普查的數據，萊克賽德的面積為0.47平方千米，均為陸地。當地共有人口596人，而人口密度為每平方千米1,268人。